# فرانچسکو نوتی
فرانچسکو نوتی (ایتالیایی: Francesco Nuti؛ زادهٔ ۱۷ مهٔ ۱۹۵۵) کارگردان، بازیگر و فیلم‌نامه‌نویس اهل ایتالیا است.
از فیلم‌ها یا مجموعه‌های تلویزیونی که وی در آن‌ها نقش داشته‌است، می‌توان به کازابلانکا، کازابلانکا، زنان دامن‌پوش و به خانه خوش آمدی گُری اشاره نمود.

## جوایز
- جایزه دیوید دی دوناتلو بهترین بازیگر مرد (۱۹۸۳ و ۱۹۸۵)
- جایزه انجمن ملی فیلم ایتالیا بهترین بازیگر مرد (۱۹۸۳)